# Dirioxa pornia
Dirioxa pornia är en tvåvingeart som först beskrevs av Walker 1849.  Dirioxa pornia ingår i släktet Dirioxa och familjen borrflugor. Inga underarter finns listade i Catalogue of Life.